# Autorità di bacino regionale nord occidentale della Campania
L'Autorità di bacino regionale nord occidentale della Campania è una delle Autorità della Regione Campania che opera nel settore della difesa del suolo. È un ente pubblico economico che gestisce i bacini idrografici di Regi Lagni, Alveo Camaldoli, Campi Flegrei, Volla, Ischia e Procida.
Il territorio in cui opera l'ente comprende 127 comuni appartenenti alla Provincia di Avellino, alla Provincia di Benevento, alla Provincia di Caserta e alla città metropolitana di Napoli.
La sede amministrativa è a Napoli.